# Элер, Оскар
О́скар Э́лер (нем. Oskar Oehler или Öhler; 2 февраля 1858, Аннаберг-Буххольц — 1 октября 1936, Берлин) — немецкий кларнетист и музыкальный мастер, прославившийся как создатель современной модели «немецкого» кларнета, получившей его имя («кларнет Элера»).

## Биография
Элер родился в Аннаберг-Буххольце (Саксония) в семье ткача. Вскоре семья переехала в город Вайда, где Оскар обучался игре на кларнете, а с 15 лет — также настройке органов и выступал в качестве кларнетиста местной капеллы. В последующие годы Элер был музыкантом оркестров в Ницце, Галле, Гамбурге, а в 1882 году поселился в Берлине, где стал солистом филармонического оркестра и занимал эту должность до 1888 года.
Открыв в 1887 году собственную мастерскую по изготовлению инструментов, Элер взялся за улучшение конструкции существовавшей тогда в Германии модели кларнета Генриха Бермана. Мастер добавил дополнительные отверстия (расширив их количество до 28), при этом, однако, не меняя количества управляющих клапанов (их осталось 22). Таким образом, без усложнения аппликатуры стало возможно извлекать звуки более широкого диапазона и более чистого интонирования. Кроме того, Элер упростил извлечение некоторых нот и предложил новую конструкцию мундштука с чуть вогнутой фасеткой (поверхностью, прилегающей к трости).
Идеи Элера были приняты на вооружение и развиты немецкими мастерами XX века, среди которых наиболее известны Артур Юбель (1888—1963) и Людвиг Варшевски (1888—1950). Инструменты конструкции Элера были широко распространены вплоть до середины XX века, когда их стали вытеснять кларнеты французской системы, тем не менее, и в наше время «немецкие» кларнеты активно используются в Германии и Австрии.